# Malthonea phantasma
Malthonea phantasma là một loài bọ cánh cứng trong họ Cerambycidae.